# هنا ولهيه (فلم)
هنا ولهيه (بالعربية: هنا وهناك) فيلم سينمائي مغربي من إنتاج سنة 2005 لمخرجه محمد إسماعيل، وبطولة كل من حميدو بنسعيد، منى فتو، سناء العلوي، رشيد الوالي، نزهة الركراكي، وآخرون.

## القصة
الفيلم يعالج عدة مشاكل اجتماعية في الوسط المغربي خاصة الغربة، من لسان بطله الممثل حميدو بنسعيد الذي يعمل كسائق تاكسي في بلد الإقامة في أوروبا رفقة زوجته منى فتو وأبنائه، وقد فكر الأب في العودة لبلده الأم المغرب بعد أن تم إدخاله للسجن بعد ضربه لابنته سناء العلوي وهو أمر مرفوض في أوروبا، ولكنه يعرف أن هذا القرار لن يقبله أبنائه وزوجته، فقال لهم أنهم سيعودون للمغرب في العطلة فقط، في المغرب بمدينة الدار البيضاء حيث أسرة الأب المتكونة من الأب والأم (نزهة الركراكي والأخت (حنان الإبراهيمي) والأخ (رشيد الوالي) الملتزم ذو اللحية وصاحب محل الخضر الغير مقتنع بما تفعله ابنة أخيه من خروج رفقة الشباب والتدخين رغم حبه لها الأمر الذي اظطره لإزالة لحيته في الأخير من أجل كسب حبها.
قرر الأب أن يشتري مقهى في الحي لكن الثمن المرتفع والغش الذي يطال السلطات أخر عليه ذلك، فقرر إخبار زوجته وأبناءه بقراره المتمثل في البقاء في المغرب الشيء الذي رفضته وانتظرت حتى غادر زوجها فأخدت جواز سفرها وجوازات أبناءها وعادت لأوروبا واضعة الزوج في حالة لا يحسد عليها.
الفيلم درس الصعاب التي يواجهها المهاجرون المغاربة لدى عودتهم لبلدانهم الأصلية وصعوبة إقناع أسرهم بالبقاء في البلد الأصل (المغرب) بعد أن انسجموا مع الحياة الغربية بدول المهجر.

## روابط خارجية
- مقالات تستعمل روابط فنية بلا صلة مع ويكي بيانات

- الفيلم على موقع IMDB